# Abigail Fillmore
Abigail Powers Fillmore (Stillwater, 13 marzo 1798 – Washington, 30 marzo 1853) fu la moglie di Millard Fillmore, il tredicesimo presidente degli Stati Uniti.

## Biografia
Nata a Stillwater, New York, dal reverendo Lemuel Powers e Abigail Newland-Powers, Abigail Powers conobbe Millard Fillmore nel 1819 a New Hope. Abigail Powers lavorava come insegnante e il diciannovenne Millard Fillmore era il suo alunno più grande. Il 5 febbraio 1826 la coppia si sposò quando Abigail aveva ventisette anni. La donna continuò a lavorare come insegnante sino alla nascita del primo figlio. La coppia ebbe due figli Millard Powers Fillmore (1828-1889) e Mary Abigail Fillmore (1832-1854).
Nel 1849 Millard Fillmore fu eletto vicepresidente, e insieme alla moglie Abigail si trasferì a Washington. Sedici mesi dopo, in seguito alla morte di Zachary Taylor e alla conseguente nuova nomina di Fillmore, i due dovettero trasferirsi alla Casa Bianca. Tuttavia Abigail Fillmore lasciò la maggior parte dei compiti riservati alle first lady alla figlia Mary Abigail "Abby", dato che lei era di salute cagionevole e preferiva occuparsi della biblioteca personale della Casa Bianca. Il 30 marzo 1853 Abigail Fillmore morì di polmonite e cinque anni dopo il marito sposò Caroline Carmichael McIntosh, una facoltosa vedova di Buffalo, con cui rimase fino alla propria morte, avvenuta nel 1874.